# 石関由香里
石関 由香里（いしぜき ゆかり、1985年6月29日 - ）は、日本の体操競技選手。群馬県前橋市出身。前橋市立桂萱中学校、前橋市立前橋高等学校卒業。筑波大学体育学群卒業。得意種目はゆか。尊敬する選手は相原信行と小菅麻里。

## 経歴
幼少時からタケダ体操教室に通い、常に高いレベルで活躍。1996年、全日本ジュニア選手権Bクラス個人総合優勝。1997年、環太平洋ジュニア選手権団体3位。2002年、インターハイ個人総合優勝。2002年度日本体操協会優秀選手。2003年、日本ジュニア体操競技選手権大会で優勝。
2004年はアテネオリンピック出場を狙ったが、アテネ五輪の派遣選手を決める第43回NHK杯兼第28回オリンピック競技大会日本代表決定競技会で9位に終わり、五輪出場を逸した。環太平洋選手権大会では8位。
キュートなルックスで大学の先輩でもある山脇佳奈に次ぐ人気選手である。